# Custodio de señoras
Custodio de señoras es una película cómica argentina, cuyos protagonistas principales son Jorge Porcel y Graciela Alfano, estrenada el 5 de abril de 1979.

## Argumento
Jorge es fotógrafo de un diario, del que es despedido. Comienza luego a trabajar en una agencia de detectives, donde le es asignada la misión de proteger a Mónica, una hermosa mujer amenazada de muerte por un exnovio.

## Reparto
- Jorge Porcel......................Jorge Peralta
- Graciela Alfano.................Mónica Vallejos
- Augusto Larreta................padre de Mónica
- Raquel Álvarez..................Aurora, mucama
- Maurice Jouvet..................director diario
- Carlos Rotundo.................Fernando
- Emilio Vidal........................abuelo
- Javier Portales..................director agencia investigaciones
- Horacio Dener..................Alfredo
- Gloria Ugarte...................madre de Mónica
- Alberto Olmedo................asesino a sueldo
- Roberto Dairiens.............Marquez
- Alberto Irízar.....................gallego
- Miguel Jordán.................. Gómez periodista fotógrafo OVNI
- Lalo Hartich......................Julián
- Hellen Grant.....................Yolanda
- Giselle Ducal
- Ana María Micheli
- Mónica Lander
- Mónica Brando
- Graciela Amor
- Abel Laudonio..................él mismo, profesor de boxeo
- Anita Almada....................doña Julia
- Alexandra Bell
- Cacho Bustamante..........guarda estación subte
- Remedios Climent...........anciana en la entrada de Maison Charlotte
- Osvaldo Del Castro
- Coco Fossati
- Ana Maria Frías
- Juan Carlos Gioria
- Ricardo Jordán
- Mauricio Kartun...............instructor de Jorge
- Tony Middleton
- Inés Murray......................anciana en la entrada de Maison Charlotte que habla con Jorge
- Susana Pazos
- Raúl Ricutti.......................portero agencia investigaciones
- Isabel Sprenger
- Marta Roldán
- Luis Rusconi
- Mercedes Yardin